# BMW V
Der BMW V war ein deutscher Flugmotor aus der zweiten Hälfte der 1920er Jahre.

## Entwicklung und Aufbau
Der BMW V erschien 1926 als Nachfolger des BMW IV und besaß als Besonderheit für die sechs einzeln hintereinander angeordneten Zylinder einen gemeinsamen Zylinderkopf aus Leichtmetall mit einem Wassermantel gleichen Materials. Die Bohrung wurde im Gegensatz zum BMW IV auf 165 mm erweitert und jeder Zylinder erhielt ein Ein- und Auslassventil. Von diesem Versuchsmotor, der 1927 seine Musterzulassung erhielt, entstanden nur wenige Exemplare und BMW entwickelte daraus im gleichen Jahr den wieder auf 160 mm zurückgesetzten BMW Va mit zwei Zenith-Vergasern, Druckluftanlasser und einem wahlweise aus Aluminium- oder Elektronguss bestehendem Kurbelgehäuse. Die späteren Ausführungen wurden mit einem Schwingungsdämpfer ausgestattet. Die öffentliche Vorstellung fand auf dem Pariser Aérosalon von 1928 statt. Es erschienen drei Varianten mit unterschiedlichem Verdichtungsverhältnis. Das Japanische Kaiserreich erwarb vom BMW Va die Lizenzrechte.

## Einsatz
- Albatros L 73
- Albatros L 75
- Arado SC II
- Fokker F.II
- Heinkel HD 22
- Heinkel HD 24
- Heinkel HD 42
- Rohrbach Ro VIII
- Neubaufahrzeug

## Technische Daten
| Kenngröße                               | Daten (BMW V)                                      | Daten (BMW Va 5,5)                                 | Daten (BMW Va 6)                                   | Daten (BMW Va 7,3)                                 |
| --------------------------------------- | -------------------------------------------------- | -------------------------------------------------- | -------------------------------------------------- | -------------------------------------------------- |
| Hersteller                              | Bayerische Motoren Werke AG                        | Bayerische Motoren Werke AG                        | Bayerische Motoren Werke AG                        | Bayerische Motoren Werke AG                        |
| Entwicklungsland                        | Deutsches Reich                                    | Deutsches Reich                                    | Deutsches Reich                                    | Deutsches Reich                                    |
| Entwicklungsjahr                        | 1926                                               | 1927                                               | 1927                                               | 1927                                               |
| Bauform                                 | wassergekühlter Sechszylinder-Viertakt-Reihenmotor | wassergekühlter Sechszylinder-Viertakt-Reihenmotor | wassergekühlter Sechszylinder-Viertakt-Reihenmotor | wassergekühlter Sechszylinder-Viertakt-Reihenmotor |
| Bohrung                                 | 165 mm                                             | 160 mm                                             | 160 mm                                             | 160 mm                                             |
| Hub                                     | 190 mm                                             | 190 mm                                             | 190 mm                                             | 190 mm                                             |
| Hubraum                                 | 24,40 l                                            | 22,90 l                                            | 22,90 l                                            | 22,90 l                                            |
| Verdichtungsverhältnis                  | 7,3 : 1                                            | 5,5 : 1                                            | 6 : 1                                              | 7,3 : 1                                            |
| Länge                                   | 1795 mm                                            | 1668 mm                                            | 1668 mm                                            | 1795 mm                                            |
| Breite                                  | 635 mm                                             | 635 mm                                             | 635 mm                                             | 635 mm                                             |
| Höhe                                    | 1133 mm                                            | 1133 mm                                            | 1133 mm                                            | 1133 mm                                            |
| Masse                                   | 335 kg                                             | 317 kg                                             | 317 kg                                             | 317 kg                                             |
| Startleistung                           | 410 PS (302 kW) bei 1650/min                       | 360 PS (265 kW) bei 1650/min                       | 380 PS (279 kW) bei 1650/min                       | 395 PS (291 kW) bei 1650/min                       |
| Kampf- und Steigleistung in Bodennähe   | 410 PS (302 kW) bei 1650/min                       | 360 PS (265 kW) bei 1650/min                       | 380 PS (279 kW) bei 1650/min                       |                                                    |
| Dauerleistung in Bodennähe              | 320 PS (235 kW) bei 1520/min                       | 320 PS (235 kW) bei 1580/min                       | 320 PS (235 kW) bei 1560/min                       | 320 PS (235 kW) bei 1560/min                       |
| Hubraumleistung                         | 17 PS (12,4 kW)                                    |                                                    | 16,59 PS (12,23 kW)                                | 17,25 PS (12,71)                                   |
| Einheitsmasse                           | 0,77 kg/PS (1,05 kg/kW)                            |                                                    | 0,834 kg/PS (1,13 kg/kW)                           | 0,803 kg/PS (1,09 kg/kW)                           |
| Kraftstoffverbrauch bei Dauerleistung   | 220 g/PSh                                          | 235 g/PSh                                          | 230 g/PSh                                          |                                                    |
| Schmierstoffverbrauch bei Dauerleistung | 10 g/PSh                                           | 10 g/PSh                                           | 10 g/PSh                                           |                                                    |